# Cássio Ramos
Cássio Ramos (portuguès: Cássio)  (Veranópolis, 6 de juny de 1987) és un futbolista brasiler. Va formar part de l'equip brasiler a la Copa del Món de 2018.